# Взяття Чорткова
Взяття Чорткова — військова операція Української Галицької Армії, спрямована на звільнення тоді підконтрольного польським військам м. Чортків.

## Хід подій
7 червня 1919 р. дві колони польських військ рушили на зайняті українцями позиції: перша — на південь до Ягільниці, друга — на захід до Шманьківців та Шманьківчиків. Наступ на захід було відбито, проте на півдні поляки змогли увірватися до Ягільниці. Пізніше їм також вдалося вдало повторите наступ на Шманьківчики. Проте вже скоро обидві колони було відкинуто до Чорткова. До рук УГА потрапили три кулемети та багато полонених.
8 червня 1919 р. українці здійснили відповідний наступ, у якому брали участь 1-й та 2-й корпуси УГА. Вже ввечері останнім було взято Чортків. Від успішного взяття цього міста і отримала назву вся операція по визволенню західноукраїнських земель.
Після вище вказаних подій відбулася відправка 1-го корпусу до тоді приміського села Долішньої Вигнанки. Праве крило корпусу успішно дійшло до Городниці й Хоросткова без будь-якої зустрічі з ворогами.
Паралельно в Копичинцях 1-й курінь польської армії здійснив наступ на Вигнанку і на Слобідці притиснув 10-ту бригаду.
9 червня 1919 р. на полудні їй було відправлено допомогу.
Поляки стягнули сили: біля позицій ІІ-го, і, можливо, ІІІ-го корпусу, невідома кількість поляків здійснила наступ на Язловець. Кінний загін ворога рушив на фільварок, що за 9 кілометрів на північний захід від Ягольниці.
10 червня 1919 р. ця частина польських сил та поліція відступили з правого крила у напрямку Теребовлі.

## Втрати
Українські джерела повідомляють про великі втрати ворога: одна тяжка 15-сантиметрова батарея (5 гармат), одна 8-сантиметрова гармата, 52 кулемети (половина російських, половина австрійських), багато рушниць, 200 полонених, 60,000 набоїв, піхотна амуніція та багато іншого.